# E-point
e-point SA – polski internet software house, dostarczający systemy internetowe dla międzynarodowych korporacji oraz usługi w modelu SaaS (software as a service). Założony w 1996 roku pod nazwą Point of View przez Marcina Żuchowicza i Adriana Samborskiego.

## Działalność
Firma koncentruje się na działalności w następujących sektorach:
- systemy e-business – aplikacje mające na celu sprzedaż produktów i usług oraz zapewnienie obsługi klientów i partnerów przez internet; sklepy internetowe, bankowość elektroniczna, eCRM, systemy obsługi zamówień;
- portale korporacyjne – systemy mające na celu udostępnianie informacji na zewnątrz i wewnątrz organizacji – serwisy WWW, portale wewnętrzne, extranety;
- aplikacje mobilne aplikacje i serwisy na smartfony i tablety;
- systemy e-wniosków – rozwiązania zorganizowane wokół zagadnienia zbierania i przetwarzania wniosków (formularzy elektronicznych);
- systemy mające na celu obsługę wybranych procesów biznesowych w organizacji – rejestry, wsparcie sprzedaży, operacyjne CRM, e-learning.

## Historia
- 1996 – założenie firmy pod nazwą Point of View s.c., budowa serwisu www dla Sejmu RP
- 1997 – wygranie przetargu na wykonanie serwisu www Narodowego Banku Polskiego
- 2000 – przekształcenie Point of View w e-point SA
- 2001 – otrzymanie od Deloitte&Touche tytułu Technology Fast50 dla najszybciej rozwijającej się polskiej firmy technologicznej[1]
- 2005 – rozpoczęcie realizacji projektu e-commerce dla Amway Europe
- 2006 – wyodrębnienie spółki Point of View, której zadaniem jest realizowanie projektów związanych z promocją w internecie[2]
- 2007 – otrzymanie głównej nagrody przyznawanej przez International Project Management Association (IPMA) – tytuł „Project Excellence Award Polska 2007”[3]
- 2008 – rozpoczęcie projektu aplikacji do obsługi formularzy elektronicznych dostępnej online w modelu SaaS – ActiveForms
- 2009 – zdobycie pierwszego miejsca w rankingu IT@Bank w kategorii "Efektywność"
- 2010 – rozpoczęcie projektu eWnioski.pl, umożliwiającego elektroniczne wypełnianie wniosków urzędowych
- 2012 – wprowadzenie na rynek pierwszego polskiego narzędzia O/R mapping – OneWebSQL
- 2012 – wprowadzenie na rynek kreatora stron mobilnych - ActiveMobi
- 2013 – otrzymanie nagrody „Hit Roku” przyznawanej przez Gazetę Bankową za narzędzie do budowania formularzy – ActiveForms[4]
- 2013 – wprowadzenie na rynek modelera baz danych – Vertabelo